# Piñera (Uruguay)
Piñera es un localidad uruguaya del departamento de Paysandú, y forma parte del municipio de Guichón.

## Geografía
La localidad se ubica al sur del departamento de Paysandú, en el municipio de Guichón, sobre la cuchilla de Haedo, próximo al arroyo Molles Chico. Está ubicado en el km 369 de la vía férrea Paso de los Toros - Paysandú y sobre la ruta 25. 110 km la separan de la capital departamental Paysandú, mientras que la ciudad más cercana es Guichón, a 20 km al oeste.

## Historia
La población se inició a fines del siglo XIX con el nombre de Villa Elisa, en un cruce de caminos. En 1890 la compañía inglesa de ferrocarriles, The Midland Uruguay Railway Co. Ltd., inauguró totalmente la línea de trenes entre Paso de los Toros y Salto, que pasaba por Paysandú. En esa línea, por iniciativa de José Piñera se estableció la Parada Piñera, de la que hay noticias ya en 1896. En 1902 Piñera fundó la escuela, pagando al maestro él mismo y proporcionándole vivienda y alimentación. Ese año hubo un intento por poblar Villa Elisa, ofreciendo gratuitamente (aunque con ciertas condiciones) terrenos en la zona. En 1905 la escuela pasó al ámbito oficial, siendo Catalina Firpo la primera maestra de esa nueva etapa, hasta su jubilación en 1923. En 1907 José Piñera adquirió los terrenos contiguos a la vía del ferrocarril, sobre los que luego se fue extendiendo el pueblo. 
La localidad fue elevada a la categoría de pueblo el 21 de agosto de 1936 por la ley N.º 9588, incluyendo dentro de esa denominación "al caserío Pueblo Beisso". Sin embargo, los habitantes de Piñera y Beisso, separados por un kilómetro de distancia, nunca se sintieron parte de un mismo pueblo. Piñera ha sufrido durante décadas un agudo proceso de pérdida de pobladores, agravado por la crisis del servicio ferroviario. Algunos de sus habitantes se trasladaron a Beisso donde se construyeron viviendas de MEVIR.

### José Piñera
Nació en España, posiblemente en Asturias, hacia 1868. Llegó a Uruguay en 1881, con trece años de edad. Luego de un tiempo como empleado de comercio en Paysandú, se estableció por su cuenta. En 1896 se casó con Manuela Aceves. Fue activo impulsor del desarrollo de Villa Elisa. Hizo inversiones en Montevideo y tuvo amistad con Francisco Piria, otro gran emprendedor. En 1910, concluidos los estudios de sus hijos en Paysandú, se trasladó definitivamente a Montevideo, quedando sólo uno de sus hijos en Villa Elisa, que ya comenzaba a ser más conocido como "Piñera". Falleció en 1939.

## Población
Según el censo de 2011 la localidad contaba con una población de 112 habitantes.
| 313           | 261 | 189 | 193 | 118 | 112 |
| (Fuente: INE) |     |     |     |     |     |

## Economía
Es un pequeño centro de servicios en un área de ganadería extensiva. La principal fuente de trabajo en el área son las estancias y la granja «El Milagro», dedicada a la producción y exportación de citrus.

## Vínculos y servicios
La población de Piñera se vincula con su vecino inmediato, Beisso y con Guichón, distante 15 km.
Las actividades deportivas y sociales se desarrollan en Beisso, y en el Club Defensor de esa localidad.
La escuela de Piñera es la N.º 17 del departamento de Paysandú y desde 1993 lleva el nombre de José María Firpo. Piñera cuenta con servicios de agua corriente, electricidad, recolección de residuos, policlínica, ambulancia, plaza de deportes y destacamento policial.
La Iglesia católica tiene una capilla dedicada a María Auxiliadora, que depende de la Parroquia de Guichón.

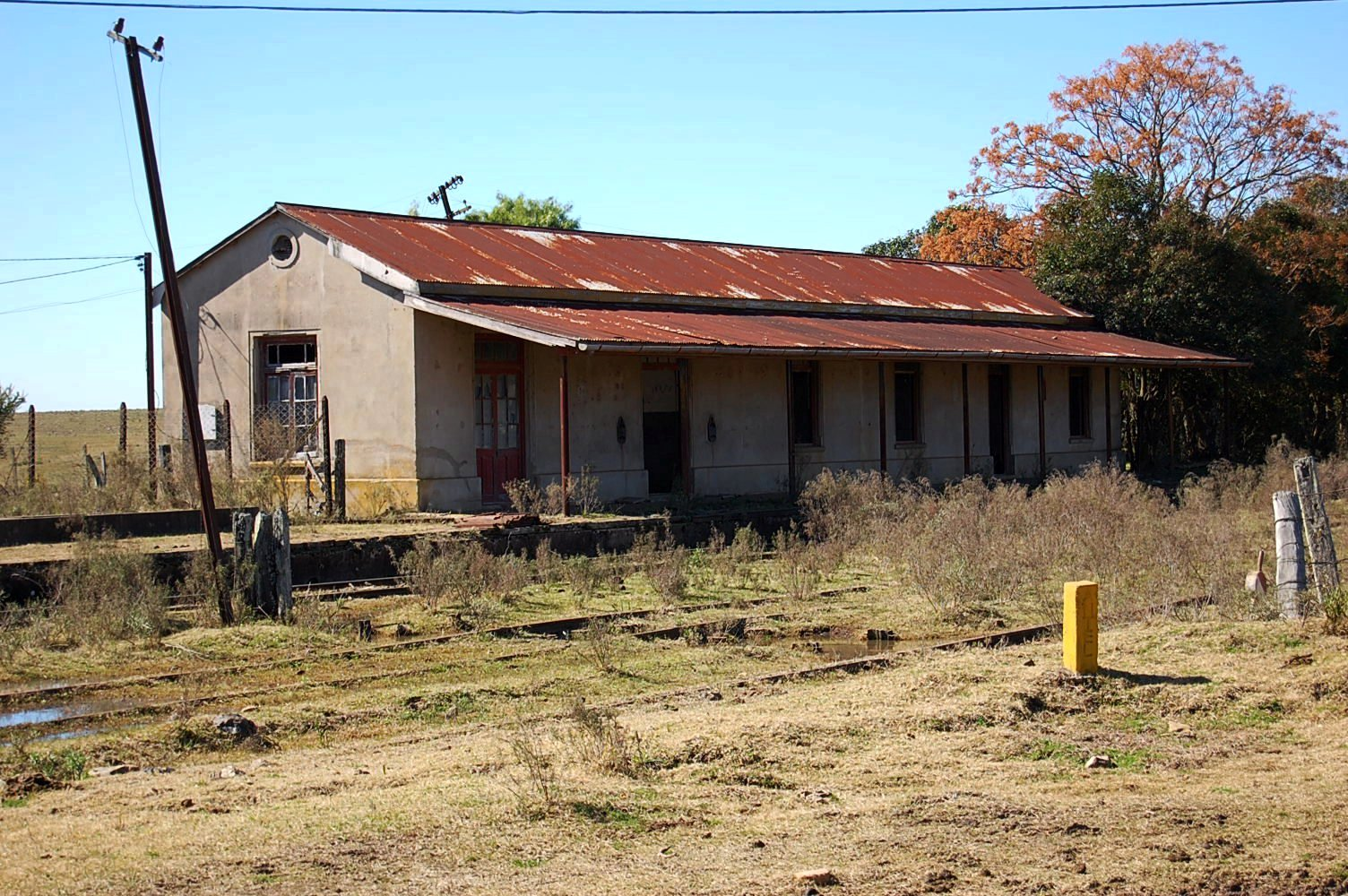
La estación en desuso. Las vías sólo llevan trenes de carga (2009).
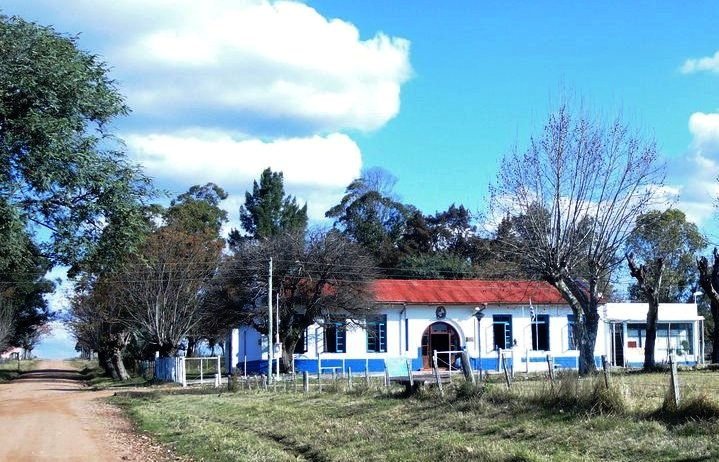
La escuela de Piñera fue fundada en 1902. Foto del actual edificio, inaugurado en 1929 (2010).
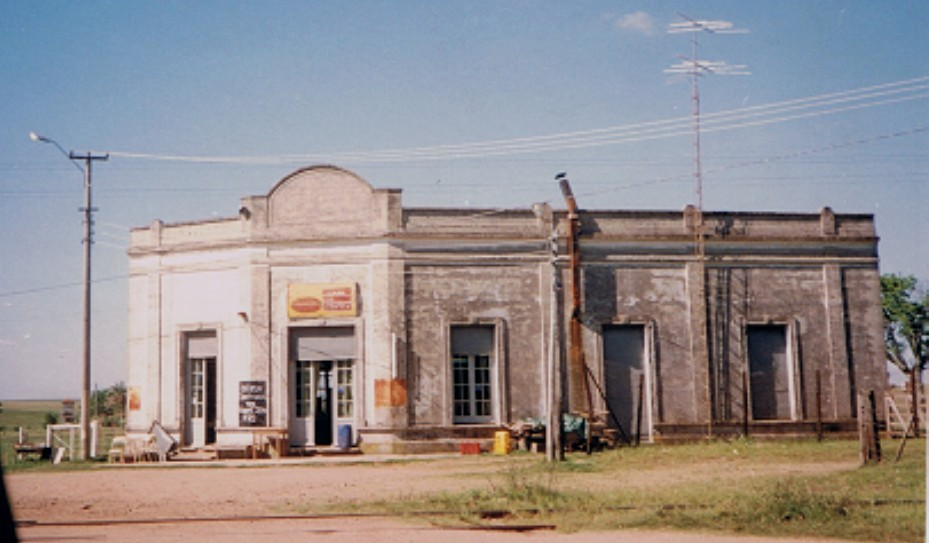
Almacén de ramos generales (2006).

## Escenario Mario Hiriart
Ubicado en el predio del salón comunal del complejo Mevir 2, en el pueblo vecino de Beisso, el escenario se inauguró en 2018 en el marco del proyecto “Rescatando la identidad de Piñera-Beisso” financiado por programa Cosas de Pueblo (OPP). Este proyecto implicó entre otras acciones, la colocación de cartelería histórica en la plaza Victoria (frente a la escuela 17 de Piñera) y la elaboración de una marca turística. El escenario, lleva el nombre de quien donara los terrenos para las viviendas y está adornado por un mural que fue pintado por vecinos de la localidad.  

## La Vuelta al Pago
Desde 2018, Piñera y Beisso cuentan con una fiesta tradicional que convoca a sus pobladores y reúne a habitantes que nacieron y vivieron en la zona. “La vuelta al pago” surgió por iniciativa de público local y se hizo realidad a partir del financiamiento parcial obtenido por un proyecto homónimo postulado por Uruguay Alternativo con referentes del pueblo al Fondo Sociocultural (MIDES). En su primera edición, el evento concentró gran cantidad de público, y durante los días de fiesta se realizó elección de “La flor del pago”, concurso de esquila y espectáculos artísticos, entre otras actividades para toda la familia.